# Portia labiata
Portia labiata es una araña saltadora (familia Salticidae) que se encuentra en Sri Lanka, India, sur de China, Birmania (Myanmar), Malasia, Singapur, Java, Sumatra y Filipinas. En esta araña saltadora de tamaño mediano, la parte delantera es de color marrón anaranjado y la trasera pardusca. Los llamativos ojos principales proporcionan una visión más aguda que la de un gato durante el día y 10 veces más aguda que la de una libélula, lo que resulta esencial para la navegación, la caza y el apareamiento de P. labiata.
El género Portia ha recibido el nombre de «gatos de ocho patas», ya que sus tácticas de caza son tan versátiles y adaptables como las de un león. Todos los miembros de Portia tienen tácticas de caza instintivas para sus presas más comunes, pero a menudo pueden improvisar por ensayo y error contra presas desconocidas o en situaciones desconocidas, y luego recordar el nuevo enfoque. Mientras que la mayoría de las arañas saltadoras cazan principalmente insectos y mediante la caza activa, las hembras de Portia también construyen telarañas para atrapar directamente a sus presas y a veces unen sus propias telarañas a las de las arañas de telaraña. Tanto las hembras como los machos prefieren como presas a las arañas de telaraña, seguidas de otras arañas saltadoras y, por último, los insectos. En todos los casos, las hembras son depredadoras más eficaces que los machos.[cita requerida]
Las poblaciones de Los Baños y de Sagada, ambas en Filipinas, tienen tácticas de caza ligeramente diferentes. En las pruebas de laboratorio, la P. labiata de Los Baños se basa más en el ensayo y error que la P. labiata de Sagada para encontrar la forma de hacer vibrar la telaraña de la presa y así atraerla o distraerla. Alrededor de Los Baños es muy abundante la Scytodes pallida, que se alimenta de arañas saltadoras y escupe una goma pegajosa sobre las presas y las amenazas potenciales. Una P. labiata de Los Baños da instintivamente un rodeo por la espalda de S. pallida mientras arranca la telaraña de forma que hace creer a la presa que la amenaza está frente a ella. En las zonas donde la S. pallida está ausente, los miembros locales de P. labiata no utilizan esta combinación de engaño y desvío para asestar una puñalada por la espalda. En una prueba para explorar la capacidad de la P. labiata para resolver un problema novedoso, se instaló una laguna en miniatura y las arañas tuvieron que encontrar la mejor manera de cruzarla. Los especímenes de Sagada, en las montañas, casi siempre repetían la primera opción que probaban, incluso cuando ésta no tenía éxito. Cuando los especímenes de Los Baños, junto a un lago, no tuvieron éxito la primera vez, cerca de tres cuartas partes cambiaron a otra opción.[cita requerida]
Los adultos de P. labiata utilizan a veces «exhibiciones propulsivas», en las que un individuo amenaza a un rival de su mismo sexo, y las hembras no receptivas también amenazan a los machos de esta forma. Las hembras de P. labiata son extremadamente agresivas con otras hembras, intentando invadir y apoderarse de las telarañas de las demás, lo que a menudo desemboca en canibalismo. Una prueba demostró que minimizan el riesgo de enfrentamientos utilizando dragalinas de seda como marcas de territorio. Otra prueba demostró que las hembras pueden reconocer las líneas de arrastre de los luchadores más poderosos y prefieren moverse cerca de las líneas de arrastre de los menos poderosos. Las hembras intentan matar y comerse a sus compañeros durante o después de la cópula, mientras que los machos emplean tácticas para sobrevivir a la cópula, pero a veces las hembras los burlan. Antes de ser lo bastante maduras para aparearse, las hembras juveniles imitan a las adultas para atraer a los machos como presa. Cuando cazan, las hembras maduras de P. labiata emiten señales olfativas que reducen el riesgo de que otras hembras, machos o juveniles de la misma especie se disputen la misma presa.[cita requerida]

## Estructura y aspecto del cuerpo
Como en la mayoría de las especies del género, el cuerpo de las hembras de Portia labiata mide de 7 a 10 milímetros y sus caparazones miden de 2,8 a 3,8 milímetros. El cuerpo de los machos mide de 5 a 7,5 milímetros con carapachos de 2,4 a 3,3 milímetros de largo. Los caparazones de las hembras son de color marrón anaranjado, ligeramente más claro alrededor de los ojos, donde hay vetas de hollín y a veces un brillo violeta a verde en ciertas luces. Hay un amplio bigote blanco a lo largo de la parte inferior del caparazón, y corriendo hacia atrás de cada ojo principal hay una cresta que parece un cuerno. Los quelíceros de las hembras son de color marrón anaranjado oscuro y están decorados con escasos pelos blancos, que forman bandas cerca de los caparazones. El abdomen de las hembras está moteado de marrón y negro y presenta pelos dorados, blancos y negros, así como mechones de pelos marrones con puntas blancas. Los caparazones de los machos son de color marrón anaranjado, ligeramente más claro alrededor de los ojos, y presentan pelos de color marrón-negro en la superficie, pero con una franja blanca en forma de cuña desde el punto más alto hasta el dorso, y bandas blancas justo por encima de las patas. Los quelíceros de los machos también son marrón anaranjado con marcas marrón-negras. El abdomen de los machos es marrón con marcas más claras y con pelos pardo-negros en la superficie, y una banda corta de pelos blancos. Las patas de ambos sexos son de color marrón oscuro, con marcas claras en los fémures (las secciones de las patas más cercanas al cuerpo). Todas las especies del género Portia tienen el abdomen elástico, de modo que los de ambos sexos pueden llegar a ser casi esféricos cuando están bien alimentados, y los de las hembras pueden estirarse tanto cuando producen huevos.

## Sentidos

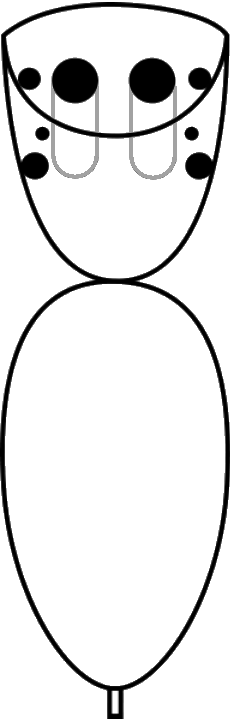
Cefalotórax cuadrado y patrón ocular de las arañas saltadoras

Aunque otras arañas también pueden saltar, las salticidas, incluida Portia fimbriata, tienen una visión significativamente mejor que otras arañas y sus ojos principales son más agudos a la luz del día que los de un gato y 10 veces más agudos que los de una libélula. Las arañas saltadoras tienen ocho ojos, los dos grandes en posición central y frontal (los ojos antero-medios, también llamados «ojos principales» alojados en tubos en la cabeza y que proporcionan una visión aguda. Los otros seis son ojos secundarios, situados a los lados del caparazón y que actúan principalmente como detectores de movimiento. En la mayoría de las arañas saltadoras, el par central de ojos secundarios es muy pequeño y no tiene función conocida, pero los de las especies de Portia son relativamente grandes y funcionan tan bien como los de los otros ojos secundarios. Los ojos principales enfocan con precisión un objeto a distancias de aproximadamente 2 centímetros hasta el infinito, y en la práctica pueden ver hasta unos 75 centímetros. Como todas las arañas saltadoras, la P. labiata puede abarcar sólo un pequeño campo visual a la vez, ya que la parte más aguda de un ojo principal puede ver todo un círculo de hasta 12 milímetros de ancho a 20 centímetros de distancia, o de hasta 18 milímetros de ancho a 30 centímetros de distancia. Los ojos principales de la araña saltadora pueden ver desde el rojo hasta el ultravioleta.
Por lo general, la subfamilia de arañas saltadoras Spartaeinae, que incluye el género Portia, no puede discriminar objetos a distancias tan largas como los miembros de las subfamilias Salticinae o Lyssomaninae. Sin embargo, los miembros de Portia tienen una visión tan aguda como la mejor de las arañas saltadoras, por ejemplo: la salticina Mogrus neglectus puede distinguir presas y congéneres hasta 320 milímetros de distancia (42 veces la longitud de su propio cuerpo), mientras que P. fimbriata puede distinguirlas hasta 280 milímetros (47 veces la longitud de su propio cuerpo). Los ojos principales de una Portia también pueden identificar características del paisaje hasta 85 veces la longitud de su propio cuerpo, lo que ayuda a la araña a encontrar desvíos. 
Sin embargo, una Portia tarda un tiempo relativamente largo en ver objetos, posiblemente porque obtener una buena imagen de unos ojos tan diminutos es un proceso complejo y necesita mucho escaneo. Esto hace que una Portia sea vulnerable a depredadores mucho más grandes, como pájaros, ranas y mantis, que una Portia a menudo no puede identificar debido al tamaño del otro depredador.
Las arañas, como otros artrópodos, tienen sensores, a menudo setas (cerdas) modificadas, para el olfato, el gusto, el tacto y la vibración que sobresalen a través de su cutícula («piel»). A diferencia de los insectos, las arañas y otros quelicerados no tienen antenas. Una Portia puede percibir las vibraciones de las superficies y utilizarlas para aparearse y cazar a otras arañas en la oscuridad total. Puede utilizar los «olores» del aire y de la superficie para detectar presas con las que se encuentra a menudo, para identificar a miembros de la misma especie, para reconocer a miembros familiares y para determinar el sexo de otro miembro de la misma especie.

## Tácticas de caza

### Tácticas utilizadas por la mayoría de las arañas saltadoras y por la mayor parte del géneroPortia
Casi todas las arañas saltadoras son depredadoras, en su mayoría se alimentan de insectos, de otras arañas y de otros artrópodos. El procedimiento más común consiste en avistar la presa, acecharla, fijar una línea de seguridad de seda a la superficie, utilizar los dos pares de patas traseras para saltar sobre la víctima y, finalmente, morderla. La mayoría de las arañas saltadoras caminan durante todo el día, de modo que maximizan sus posibilidades de captura.
Los miembros del género Portia tienen tácticas de caza tan versátiles y adaptables como las de un león. Todos los miembros de Portia tienen tácticas instintivas para sus presas más comunes, pero pueden improvisar por ensayo y error contra presas desconocidas o en situaciones desconocidas, y luego recordar el nuevo enfoque. También pueden dar rodeos para encontrar el mejor ángulo de ataque contra presas peligrosas, incluso cuando el mejor rodeo lleva a una Portia fuera del contacto visual con la presa, y a veces la ruta planeada lleva a descender en rápel por un hilo de seda y morder a la presa por detrás. Tales desvíos pueden durar hasta una hora, y una Portia suele elegir la mejor ruta aunque tenga que pasar por una ruta incorrecta. Si una Portia comete un error mientras caza a otra araña, ella misma puede morir.
Mientras que la mayoría de las arañas saltadoras se alimentan principalmente de insectos y mediante la caza activa, las hembras de Portia también construyen telarañas para capturar directamente a sus presas. Estas telarañas de captura tienen forma de embudo y son más anchas en la parte superior y tienen un volumen de unos 4.000 centímetros cúbicos. La telaraña se construye inicialmente en unas 2 horas, y luego se hace gradualmente más fuerte. Una Portia a menudo une su propia telaraña a la de una araña no salteadora. Cuando no está unida a la de otra araña, la telaraña de captura de una hembra de P. labiata puede estar suspendida de bases rígidas como ramas y rocas, o de bases flexibles como tallos de arbustos.
La tela de araña es una extensión de sus sentidos, que le informan de las vibraciones que señalan la llegada de presas y depredadores. Si el intruso es otra araña de tela, estas vibraciones varían mucho según la especie, el sexo y la experiencia de la nueva araña de tela. Una Portia puede arrancar la tela de otra araña con una gama prácticamente ilimitada de señales, ya sea para atraer a la presa a campo abierto o para calmarla repitiendo monótonamente la misma señal mientras la Portia se acerca lentamente lo suficiente como para morderla. Tales tácticas permiten a las especies de Portia tomar arañas de telaraña, como Holocnemus pluchei, del 10% al 200% de su tamaño, y cazan en todo tipo de telarañas. Por el contrario, otras arañas cursoras suelen tener dificultades para moverse en las telarañas, y las arañas constructoras de telarañas tienen dificultades para moverse en telarañas distintas de las que construyen: las telarañas pegajosas se adhieren a las arañas cursoras y a las constructoras de telarañas no pegajosas; las constructoras de telarañas cribeladas tienen dificultades con las telarañas no cribeladas, y viceversa.  Cuando la telaraña es escasa, la Portia utiliza el «sondeo rotatorio», en el que mueve una pata libre hasta que encuentra un hilo. Cuando caza en la tela de otra araña, el movimiento lento y entrecortado de una Portia y las aletas de sus patas la asemejan a detritus de hojas atrapados en la tela y arrastrados por la brisa. La P. labiata y algunas otras especies de Portia utilizan las brisas y otras perturbaciones como «cortinas de humo» en las que estos depredadores pueden acercarse más rápidamente a las arañas de tela, y volver a un acercamiento más cauteloso cuando la perturbación desaparece. Unas pocas arañas de telaraña huyen lejos cuando perciben el andar no rítmico de una Portia entrando en la telaraña - una reacción que Wilcox y Jackson llaman «pánico de Portia».
Si un insecto grande está forcejeando en una telaraña, Portia no suele cogerlo, sino que espera hasta un día hasta que el insecto deja de forcejear, aunque la presa esté completamente atascada. Cuando un insecto se atasca en una telaraña propiedad de una P. labiata, P. schultzi o cualquier variante regional de P. fimbriata, y junto a la telaraña de una araña telarañera, la araña telarañera a veces entra en la telaraña de la Portia, y la Portia persigue y atrapa a la araña telarañera. 
Cuando atrapa un insecto fuera de una telaraña, una Portia a veces arremete y a veces utiliza un «recojo» (pick up), en el que mueve sus colmillos lentamente hasta entrar en contacto con la presa. En algunos recojos, la Portia primero utiliza lentamente sus patas delanteras para manipular la presa antes de morder. La P. labiata y P. schultzi también saltan ocasionalmente sobre un insecto. Sin embargo, las especies de Portia no son muy buenas capturando insectos en movimiento y a menudo los ignoran, mientras que algunos otros géneros de salticidas, especialmente los rápidos y ágiles Brettus y Cyrba, se desenvuelven bien contra los insectos pequeños.
Cuando una Portia acecha a otra araña saltadora, la presa generalmente se enfrenta a la Portia y luego huye o se exhibe como lo hace ante otro miembro de su propia especie.
Las telarañas de las arañas de las que se alimentan las especies de Portia contienen a veces insectos muertos y otros artrópodos no comidos o parcialmente comidos. La P. labiata y algunas otras especies de Portia, como la P. fimbriata (en Queensland) y P. schultzi, a veces hurgan en estos cadáveres si no están evidentemente descompuestos. 
Una Portia suele tardar entre 3 y 5 minutos en perseguir a su presa, pero algunas persecuciones pueden durar mucho más tiempo y, en casos extremos, cerca de 10 horas cuando persigue a una araña con telaraña.
Todas las especies de Portia comen huevos de otras arañas, incluidos los de su propia especie y los de otras arañas cursoras, y pueden extraer huevos de estuches que van desde los endebles de Pholcus hasta los resistentes de papel de Philoponella. Mientras que sólo la P. fimbriata (en Queensland) captura arañas cursoras en sus nidos, todas las especies de Portia roban huevos de nidos vacíos de arañas cursoras.
El veneno de las especies de Portia es inusualmente potente contra las arañas. Cuando una Portia apuñala a una araña pequeña o mediana (hasta el peso de la Portia), incluida otra Portia, la presa suele huir entre 100 y 200 milímetros, entra en convulsiones, se paraliza al cabo de 10 a 30 segundos y sigue convulsionando entre 10 segundos y 4 minutos. Portia se acerca lentamente a la presa y la coge. Por lo general, la Portia necesita infligir hasta 15 puñaladas para inmovilizar por completo a una araña más grande (de 1,5 a 2 veces el peso de Portia), y después la Portia puede esperar de 20 a 200 milímetros de distancia durante 15 a 30 minutos antes de apoderarse de la presa. Los insectos no suelen ser inmovilizados tan rápidamente, sino que continúan luchando, a veces durante varios minutos. Si la Portia no puede hacer más contacto, todos los tipos de presa suelen recuperarse, realizando movimientos lentos varios minutos después del apuñalamiento, pero a menudo no empiezan a moverse con normalidad hasta pasada una hora.
Las arañas tienen un intestino estrecho que sólo admite alimentos líquidos y dos juegos de filtros para impedir la entrada de sólidos. Algunas arañas bombean enzimas digestivas desde el intestino medio hacia la presa y luego succionan los tejidos licuados de la presa hacia el intestino, dejando tras de sí la cáscara vacía de la presa. Otras trituran la presa hasta convertirla en pulpa utilizando los colmillos y las bases de los pedipalpos, mientras la inundan de enzimas; en estas especies los colmillos y las bases de los pedipalpos forman una cavidad preoral que contiene el alimento que están procesando.
Ocasionalmente, una Portia muere o resulta herida mientras persigue a una presa de hasta el doble de su tamaño. La P. labiata muere en el 2,1% de las persecuciones y resulta herida pero no muerta en el 3,9%, la P. schultzi muere en el 1,7% y resulta herida pero no muerta en el 5,3%, y la P. fimbriata en Queensland muere en el 0,06% de sus persecuciones y resulta herida pero no muerta en otro 0,06%. La piel especialmente dura de la Portia suele evitar las heridas, incluso cuando su cuerpo queda atrapado entre los colmillos de la otra araña. Cuando resulta herida, la Portia sangra y puede perder una o más patas. Los palpos y las patas de las arañas se rompen con facilidad cuando son atacadas, «los palpos y las patas de las especies de Portia se rompen con excepcional facilidad, lo que puede ser un mecanismo de defensa, y a menudo se ven con patas o palpos perdidos, mientras que otros salticidos del mismo hábitat no se ven con patas o palpos perdidos»

### Tácticas utilizadas por laPortia labiata
Todas las estadísticas de rendimiento resumen los resultados de las pruebas realizadas en laboratorio con ejemplares cautivos[3]: 429-430 La siguiente tabla muestra el rendimiento de caza de las hembras adultas. Además de la P. labiata, la tabla muestra para comparación los rendimientos de caza de P. africana, P. schultzi y tres variantes regionales de P. fimbriata.
| Presa                           | Desempeño                        | P. labiata | P. africana | P. schultzi | P. fimbriata (Q) | P. fimbriata (NT) | P. fimbriata (SL) |
| ------------------------------- | -------------------------------- | ---------- | ----------- | ----------- | ---------------- | ----------------- | ----------------- |
| Salticidae                      | Tendencia a perseguir presas     | 63%        | 77%         | 58%         | 87%              | 50%               | 94%               |
| Salticidae                      | Eficacia en la captura de presas | 40%        | 29%         | 36%         | 93%              | 10%               | 45%               |
| Araña constructora de telarañas | Tendencia a perseguir presas     | 83%        | 74%         | 84%         | 91%              | 94%               | 64%               |
| Araña constructora de telarañas | Eficacia en la captura de presas | 79%        | 65%         | 72%         | 92%              | 81%               | 83%               |
| Insecto                         | Tendencia a perseguir presas     | 35%        | 48%         | 52%         | 27%              | 30%               | 43%               |
| Insecto                         | Eficacia en la captura de presas | 71%        | 67%         | 69%         | 41%              | 83%               | 78%               |

Notas de la tabla:
- «Tendencia a perseguir a la presa» es el porcentaje de pruebas en las que el sujeto persigue a la presa potencial, y una persecución comienza cuando la Portia se acerca a la presa o sacude la telaraña de la presa.[3]
- «Eficacia en la captura de presas» es el porcentaje de persecuciones en las que el sujeto captura la presa.[3]
- En este análisis se utilizaron especímenes de P. labiata procedentes de Sri Lanka.[3]
- «(Q)», “(NT)” y “(SL)” identifican P. fimbriata de Queensland, Territorio del Norte y Sri Lanka.[3]
- Las presas utilizadas fueron: arañas saltadoras no especificadas; arañas amaurobias y teridídeas con telaraña; y moscas domésticas.[3]

Una hembra de P. labiata a menudo cuelga una telaraña de captura de tallos flexibles y hojas de arbustos y ramas bajas de árboles, en lugar de hacerlo de rocas y troncos de árboles. Los machos de Portia no construyen telarañas de captura.
La hembra de P. labiata persigue más a menudo a pequeñas arañas saltadoras y arañas de tela que a presas más grandes. Aunque captura más a menudo arañas saltadoras pequeñas que grandes, es igual de eficaz con arañas de tela de todos los tamaños hasta dos veces el tamaño de P. labiata. Una hembra de P. labiata es efectiva contra insectos de hasta el doble del tamaño de P. labiata cuando el insecto está atrapado en una telaraña no salticida, y contra insectos que no están en telarañas y hasta el tamaño de P. labiata, mientras que P. labiata rara vez persigue o captura un insecto más grande al aire libre. Una hembra de P. labiata rara vez persigue o captura un insecto más grande en su propia telaraña, y es ligeramente menos eficaz contra insectos más pequeños en la telaraña de P. labiata que en otras situaciones. Los machos son menos eficaces en todos los casos.
Una prueba realizada en 1997 demostró que la P. labiata de Filipinas y de Sri Lanka tienen preferencias similares por distintos tipos de presas, y que el orden de preferencia es: arañas de tela; arañas saltadoras; e insectos. Estas preferencias se aplican tanto a presas vivas como a señuelos inmóviles, y a especímenes de P. labiata sin presa durante 7 días («bien alimentados») y sin presa durante 14 días («hambrientos»). Los ejemplares de P. labiata sin presa durante 21 días («extra-hambre») no mostraron preferencia por los distintos tipos de presa. La prueba incluyó como presas varias especies de arañas de tela y arañas saltadoras, y la selección de las especies presa no mostró indicios de afectar a los resultados. Los insectos estaban representados por la mosca doméstica Musca domestica.
A diferencia de la variante de Queensland de P. frimbriata, la P. labiata no tiene tácticas especiales cuando caza otras arañas saltadoras.
La P. labiata no se alimenta de hormigas, pero sí de las hormigas Oecophylla smaragdina y Odontomachus sp. (especie incierta).
En ocasiones, la P.labiata se acerca a un nido translúcido que contiene otra araña y suele esperar frente a la presa durante varias horas. Ocasionalmente, la P. labiata salta sobre la presa en el nido, pero esto es ineficaz.
Las poblaciones de Los Baños y de Sagada, ambas en Filipinas, tienen tácticas de caza ligeramente diferentes, y Los Baños tiene algunas arañas presa muy peligrosas. En las pruebas de laboratorio, la P. labiata de Los Baños se basa más en el ensayo y error que la P. labiata de Sagada para encontrar formas de hacer vibrar la telaraña de la presa y así atraerla o distraerla.  Alrededor de Los Baños es muy abundante Scytodes pallida, que se alimenta de arañas saltadoras. Todos los miembros del género Scytodes escupen una goma pegajosa sobre presas y amenazas potenciales, y esto puede inmovilizar a una Portia el tiempo suficiente para que los Scytodes envuelvan a la Portia en seda y luego la muerdan. Alrededor de Los Baños, P. labiata instintivamente da un rodeo por la espalda de S. pallida que no está llevando huevos mientras con arranca la telaraña de una manera que hace creer a S. pallida que la amenaza está frente a ella. P. labiata prefiere acechar a una hembra de S. pallida que lleve huevos, ya que entonces S. pallida es reacia a soltar los huevos para escupir, y en este caso P. labiata a veces utiliza un ataque directo. En las zonas donde S. pallida está ausente, los miembros locales de P. labiata no utilizan esta combinación de desplumar las telarañas de otras arañas para engañar a la presa y desviarse para asestar una puñalada por la espalda.
Una prueba realizada en 2001 demostró que cuatro especies saltarinas toman el néctar, ya sea chupándolo de la superficie de las flores o mordiéndolas con sus colmillos. Las arañas se alimentaban en ciclos de dos a cuatro minutos y luego se acicalaban, sobre todo los quelíceros, antes de otro ciclo. Una parte más formal de la prueba demostró que 90 arañas saltadoras juveniles, incluida P. labiata, prefieren en general chupar de papel secante empapado con una solución al 30% de azúcar en agua antes que de papel empapado con agua pura. Los autores sugieren que, en la naturaleza, el néctar puede ser una forma frecuente y cómoda de obtener algunos nutrientes, ya que evitaría el trabajo, los riesgos y los costes (como fabricar veneno). Las arañas saltadoras pueden beneficiarse de los aminoácidos, lípidos, vitaminas y minerales que normalmente se encuentran en el néctar.
Una prueba en un entorno deliberadamente artificial exploró la capacidad de P. labiata para resolver un problema novedoso por ensayo y error. Se colocó una pequeña isla en medio de un atolón en miniatura y se llenó de agua el espacio entre ambas. El espacio era demasiado ancho para que las arañas pudieran saltar hasta el final, y las opciones de las arañas eran saltar y luego nadar o nadar solamente. Los probadores animaban a algunos especímenes utilizando una pequeña pala para hacer olas hacia el atolón cuando las arañas elegían la opción que los probadores preferían (saltar y luego nadar para algunas arañas, y nadar sólo para otras), y desanimaban a algunos especímenes haciendo olas de vuelta hacia la isla cuando las arañas elegían la opción que los probadores no querían - en otras palabras, los probadores «premiaban» a un grupo por un comportamiento «exitoso» y «penalizaban» al otro grupo por un comportamiento «no deseado». Los especímenes de Sagada casi siempre repetían la primera opción que probaban, incluso cuando ésta no tenía éxito. Cuando los ejemplares de Los Baños no tuvieron éxito la primera vez, aproximadamente tres cuartas partes cambiaron a la otra opción, independientemente de si el primer intento fue saltando y luego nadando o sólo nadando. 

## Reproducción y ciclo de vida
Antes del cortejo, un macho de Portia teje una pequeña telaraña entre ramas o ramitas, se cuelga bajo ella y eyacula. Luego empapa el semen en depósitos en sus pedipalpos, que son más grandes que los de las hembras.
Las hembras de muchas especies de arañas, incluida P. labiata, emiten feromonas volátiles en el aire, que generalmente atraen a los machos a distancia. Los arrastres de seda de las arañas saltadoras hembra también contienen feromonas, que estimulan a los machos a cortejar a las hembras y pueden dar información sobre el estatus de cada hembra, por ejemplo si la hembra es juvenil, subadulta o madura. Las feromonas pueden ayudar a encontrar los nidos de las arañas saltadoras, que suelen estar ocultos bajo las rocas o en hojas enrolladas, lo que dificulta que sean vistos.
Las especies de Portia utilizan a veces «exhibiciones propulsivas», con las que un miembro amenaza a un rival de la misma especie y sexo, y las hembras no receptivas también amenazan a los machos de esta forma. Una exhibición propulsiva es una serie de movimientos bruscos y rápidos que incluyen golpes, embestidas y saltos. 
Una prueba de laboratorio demostró cómo los machos de P. labiata minimizan el riesgo de encontrarse, reconociendo trozos frescos con papel secante, algunos con sus propias líneas de arrastre de seda y otros con las de otro macho. Los machos también se sienten atraídos por el papel secante fresco que contiene las líneas de arrastre de las hembras, mientras que las hembras no responden al papel secante fresco que contiene las líneas de arrastre de los machos. Esto sugiere que los machos suelen buscar a las hembras, y no viceversa. Ninguno de los sexos respondió al papel secante de una semana de antigüedad, independientemente de que contuviera líneas de arrastre de machos o hembras. Una serie similar de pruebas demostró que P. fimbriata de Queensland mostraba los mismos patrones de respuesta entre sexos.
Entre P. labiata y algunas otras especies de Portia, cuando los adultos de la misma especie pero de sexos opuestos se reconocen, se exhiben a una distancia de 10 a 30 centímetros. Los machos suelen esperar de 2 a 15 minutos antes de empezar a exhibirse, pero a veces la hembra lo hace primero.
Una hembra de P. labiata que ve a un macho puede acercarse lentamente o esperar. Entonces el macho camina erguido y se exhibe agitando las patas y los palpos. Si la hembra no huye, primero realiza una exhibición propulsiva. Si el macho se mantiene firme y ella no huye ni repite la exhibición propulsiva, él se acerca y, si ella es madura, copulan. Si la hembra es subadulta (a una muda de la madurez), un macho puede cohabitar en la red de captura de la hembra. Las especies dePortia suelen aparearse en una telaraña o en un arrastre hecho por la hembra. La P. labiata suele copular durante unos 100 segundos, mientras que otros géneros pueden tardar varios minutos o incluso varias horas.
Las hembras de P. labiata y P. schultzi intentan matar y comerse a sus compañeros durante o después de la cópula, retorciéndose y embistiendo. Los machos esperan a que las hembras hayan encorvado las patas, lo que hace menos probable este ataque. Los machos también intentan descolgarse de un hilo de seda para acercarse desde arriba, pero las hembras pueden maniobrar para conseguir una posición más elevada. Si la hembra se mueve lo más mínimo, el macho salta y huye.
Antes de ser lo suficientemente maduras para aparearse, las hembras de P. labiata y también de P. schultzi imitan a las hembras adultas para atraer a los machos como presa.
Las hembras de P.labiata son extremadamente agresivas con otras hembras, intentando invadir y apoderarse de las telarañas de las demás, lo que a menudo desemboca en canibalismo. Una prueba de laboratorio demostró cómo minimizan el riesgo de encontrarse entre ellas, reconociendo trozos con papel secante que contienen sus propias líneas de arrastre de seda y trozos que contienen las líneas de arrastre de otras hembras de P. labiata. Si los obstáculos le impiden ver si la otra está físicamente presente, evita el papel secante que contiene las líneas de arrastre de la otra, pero se mueve sin restricciones si puede ver que la otra hembra no está cerca. Las líneas de arrastre parecen actuar como marcas de territorio, del mismo modo que muchos mamíferos identifican a sus congéneres mediante marcas de olor. Las hembras de P . labiata también evitan a las hembras rivales con mayor capacidad de lucha y pasan más tiempo cerca de las luchadoras menos poderosas. En una prueba de laboratorio se recogieron muestras de las líneas de arrastre de hembras de igual tamaño y luego se enfrentaron algunas de ellas en concursos. Otras hembras evitaron las líneas de arrastre de las vencedoras y pasaron la mayor parte del tiempo en las líneas de arrastre de las perdedoras. Pruebas similares demostraron que las hembras de P. fimbriata de Australia y P. schultzi de Kenia no evitan las dragalinas de un luchador poderoso.
En P. labiata y en algunas otras especies, las contiendas entre machos suelen durar sólo de 5 a 10 segundos, y sólo sus patas entran en contacto. Las contiendas entre hembras de Portia son violentas y los abrazos en P. labiata suelen durar de 20 a 60 segundos. En ocasiones incluyen forcejeos que a veces rompen una pata, pero lo más habitual es que una hembra arremeta contra la otra. A veces una golpea a la otra en su espalda y la otra puede ser asesinada y comida si no se endereza rápidamente y huye. Si la perdedora tiene un nido, la ganadora se apodera de él y se come los huevos que haya.
Cuando cazan, las hembras maduras de P. labiata, P. africana, P. fimbriata y P. schultzi emiten señales olfativas que reducen el riesgo de que otras hembras, machos o juveniles de la misma especie puedan disputarse la misma presa. El efecto inhibe el mimetismo agresivo contra una araña presa incluso si ésta es visible, y también si la presa está habitando cualquier parte de una telaraña. Si una hembra de una de estas especies de Portia huele a un macho de la misma especie, la hembra estimula a los machos a cortejarse. Estas especies de Portia no muestran este comportamiento cuando reciben señales olfativas de miembros de otras especies de Portia.
La P. labiata suele poner los huevos en hojas marrones muertas de unos 20 milímetros de largo, suspendidas cerca de la parte superior de su telaraña de captura, y luego cubre los huevos con una lámina de seda. Si no hay ninguna hoja muerta disponible, la hembra hará una pequeña plataforma horizontal de seda en la telaraña de captura, pondrá los huevos en ella y luego los cubrirá.
Nunca se ha visto a hembras de Portia comerse sus propios huevos, pero en la naturaleza se ha visto a hembras con huevos propios comerse huevos de otras hembras de la misma especie. En una prueba, las hembras de P. labiata no se comían sus huevos si los probadores los ponían en nidos de otras hembras, lo que demuestra que las hembras de prueba podían identificar sus propios huevos, posiblemente por medios químicos. Cuando las hembras de prueba y sus huevos fueron devueltos a sus propios nidos y los huevos de otras hembras también se colocaron en el mismo nido, las hembras de prueba no comieron ni sus propios huevos ni los «extraños». En la naturaleza, es poco probable que una hembra encuentre huevos extraños en su nido, y podría ser más seguro para las hembras evitar cualquier huevo en sus propios nidos.
Para la muda, todas las especies de Portia tejen una tela horizontal cuyo diámetro es aproximadamente el doble de la longitud del cuerpo de la araña y se suspende sólo de 1 a 4 milímetros por debajo de una hoja. La araña está tumbada con la cabeza hacia abajo y a menudo se desliza de 20 a 30 milímetros durante la muda. Las especies de Portia tejen una tela temporal similar para descansar.

## Taxonomía
La P. labiata es una de las 17 especies del género Portia en mayo de 2011. Esta especie ha recibido los nombres de Sinis fimbriatus (Hasselt, 1882; identificación errónea), Linus labiatus (Thorell, 1887), Linus dentipalpis (Thorell, 1890), Erasinus dentipalpis (Thorell, 1892), Erasinus labiatus (Simon, 1903) y Portia labiata (Wanless, 1978), y el último nombre se ha utilizado desde entonces.
Las arañas Portia pertenecen a la subfamilia Spartaeinae, que se considera primitiva. La filogenia molecular, una técnica que compara el ADN de los organismos para reconstruir el árbol de la vida, indica que Portia es miembro del clado Spartaeinae, que Spartaeinae es basal (bastante similar a los antepasados de todas las arañas saltadoras), que el pariente más cercano de Portia′s es el género Spartaeus, y que los siguientes más cercanos son Phaeacius y Holcolaetis.

## Ecología
La P. labiata se encuentra en Sri Lanka, India, sur de China, Birmania (Myanmar), Malasia, Singapur, Java, Sumatra y Filipinas.
Las poblaciones de P. labiata en Los Baños y en Sagada, ambas en Filipinas, tienen entornos diferentes: Los Baños es una selva tropical baja donde hay muchas especies de arañas, algunas de las cuales son especialmente peligrosas para P. labiata; y Sagada está a mayor altitud, con bosque de pinos y menos especies de arañas, ninguna de las cuales es tan peligrosa para P. labiata. La variante de Los Baños tiene un repertorio de tácticas ligeramente más amplio.
En Filipinas, la P. labiata no se alimenta de hormigas, pero es depredada por las hormigas Oecophylla smaragdina y Odontomachus sp. (especie incierta), y se ha visto a una Odontomachus solitaria atacando a una P. labiata. En una prueba, la hormiga Diacamma vagans mató normalmente sola a una P. labiata.

## En la cultura popular
P. labiata ocupa un lugar destacado en la serie de ciencia ficción Herederos del tiempo (Children of Time) de Adrian Tchaikovsky.